# Diolcogaster garmani
Diolcogaster garmani är en stekelart som först beskrevs av William Harris Ashmead 1900.  Diolcogaster garmani ingår i släktet Diolcogaster och familjen bracksteklar. Inga underarter finns listade i Catalogue of Life.